# Der Roland von Berlin (Oper)
Der Roland von Berlin ist eine Oper in vier Akten (Originalbezeichnung: „Historisches Drama“) von Ruggero Leoncavallo, der auch das Libretto schrieb. Sie wurde am 13. Dezember 1904 in der Berliner Staatsoper uraufgeführt.

## Handlung
Der Weber Mollner liebt die Tochter des Bürgermeisters, aber die Beziehung wird durch die Zugehörigkeit zu verschiedenen sozialen Klassen behindert. Der junge Mann wird als Oberhaupt des Artillerieaufstandes gegen die Edelleute gewählt und heißt Roland, wie der Paladin, der durch eine Statue auf einem Berliner Platz repräsentiert wird. Kurfürst Friedrich von Hohenzollern, der in Inkognito in die Stadt kam, versteht die Motivation und die Forderung nach sozialer Gerechtigkeit der Rebellen, dann greift er mit der Armee ein, um den Aufstand zu unterdrücken und Gerechtigkeit zu bringen. Während der Belagerung verhält sich Mollner heldenhaft, wird aber versehentlich getötet.

## Werkgeschichte
Das Libretto der Oper schrieb Leoncavallo selbst in italienischer Sprache. Es basiert auf dem gleichnamigen historischen Roman von Willibald Alexis (1840).
Bei der Uraufführung am 13. Dezember 1904 in der Berliner Staatsoper wurde die Oper in einer deutschen Übersetzung von Georg Dröscher gespielt. Die Hauptrollen sangen Emmy Destinn (Elsbeth), Geraldine Farrar (Eva), Wilhelm Grüning (Henning), Baptist Hoffmann (Rathenow) und Paul Knüpfer (Frederick). Die musikalische Leitung hatte Karl Muck.

Sänger der Uraufführung von 1904
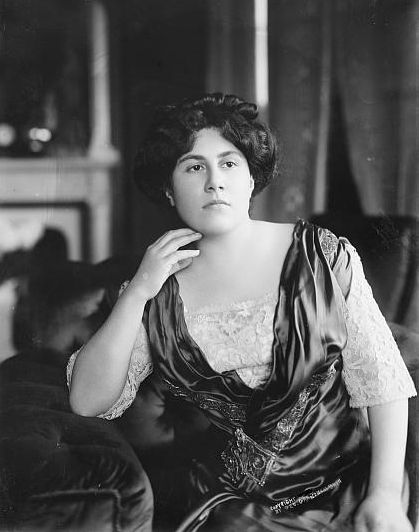
Emmy Destinn Elsbeth
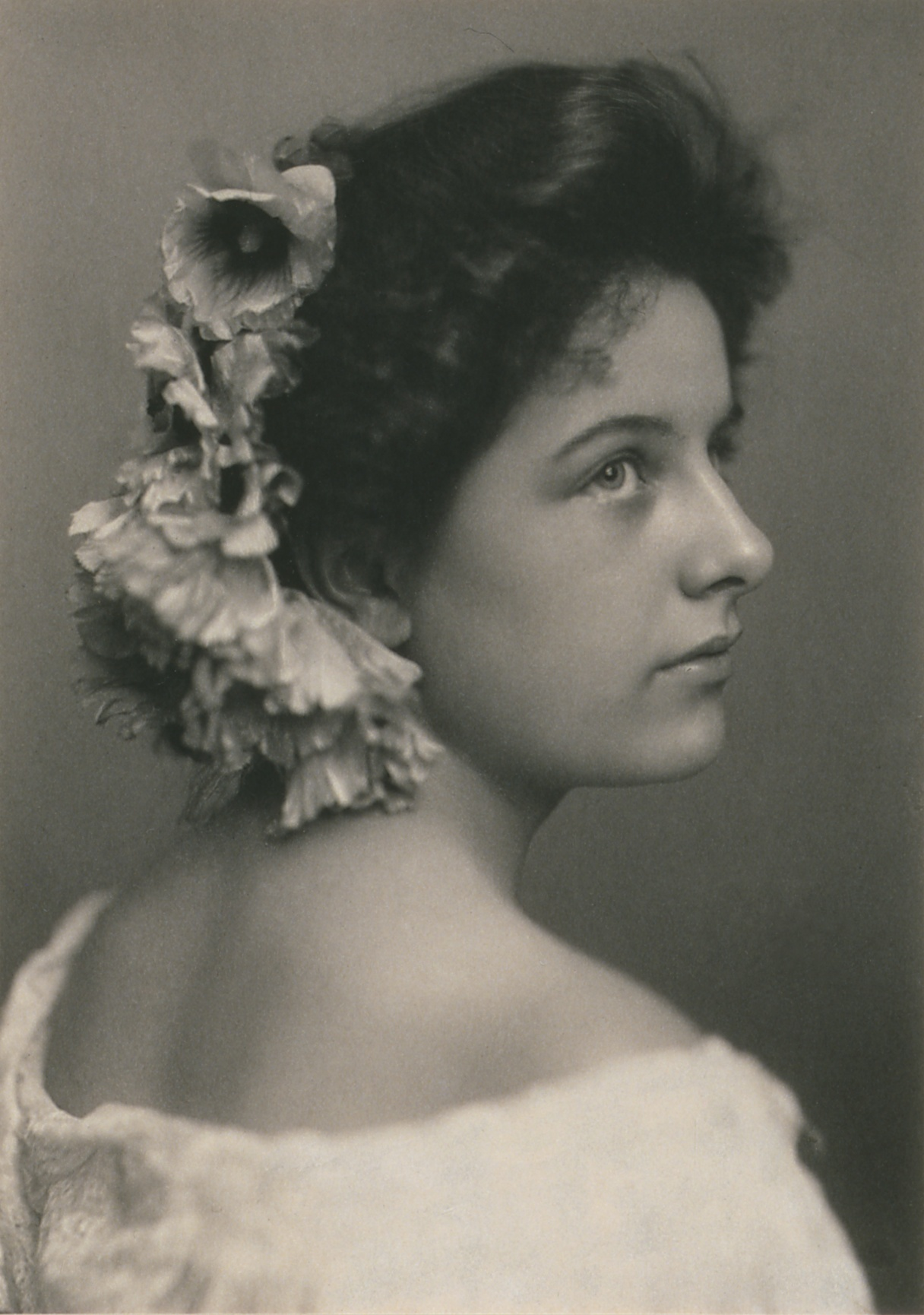
Geraldine Farrar Eva
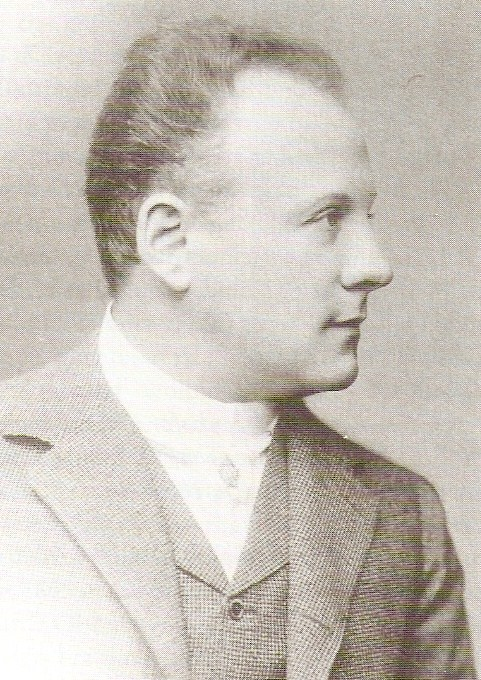
Baptist Hoffmann Rathenow
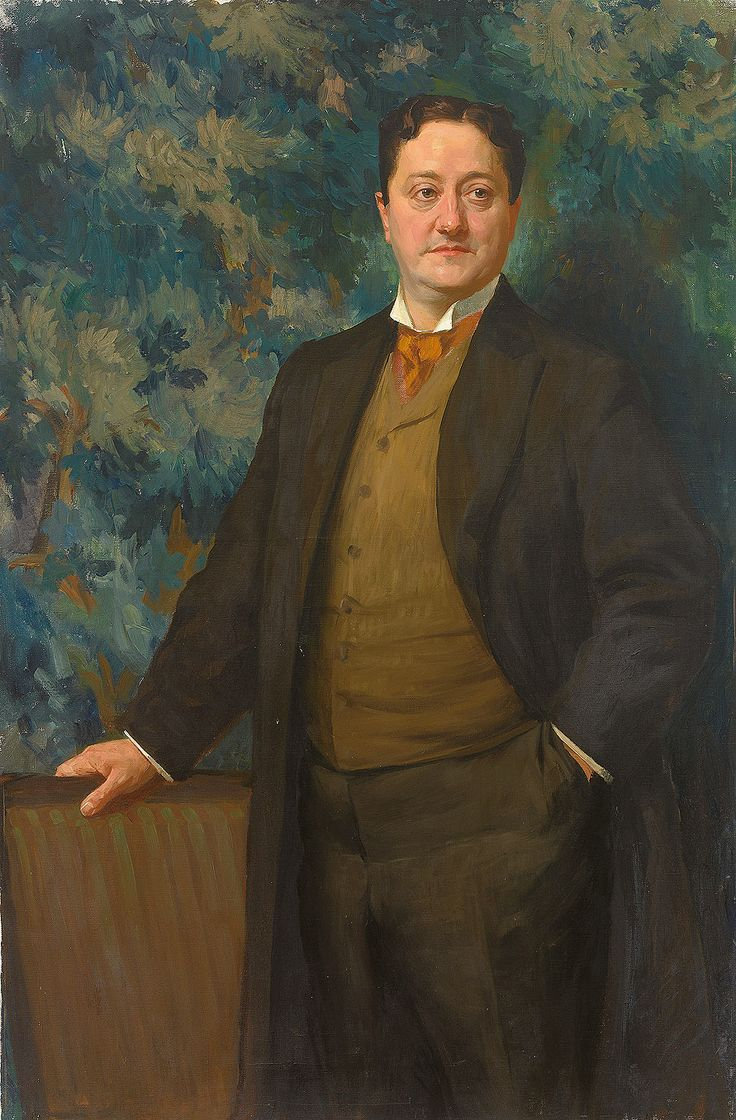
Paul Knüpfer Frederick

Die italienische Erstaufführung in der Originalsprache fand im darauffolgenden Monat unter dem Titel Rolando im Teatro San Carlo in Neapel statt.